# Billingham

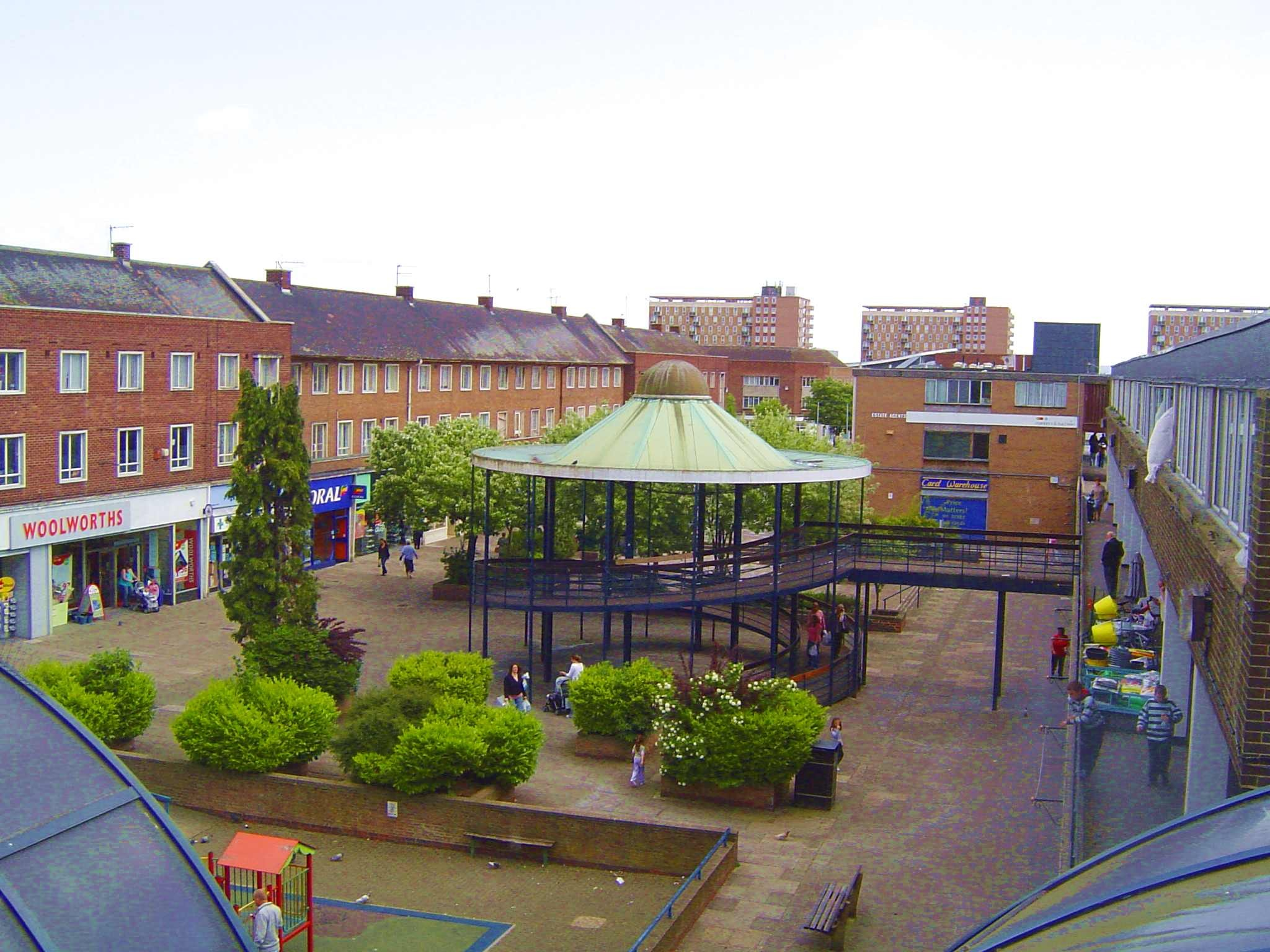
Billingham.

Billingham es una localidad del Reino Unido situada en el Nordeste de Inglaterra (condado ceremonial de Durham).
Su población en 2006 era de 35.765 habitantes.
Su ubicación geográfica está en las coordenadas N 54º 18' O 1º 18' y a una altitud de 18 m s. n. m.

## Personas destacadas
- Jamie Bell, actor famoso por su rol de Billy Elliot, y Griffin en la película Jumper
- Andrew Davies, jugador de fútbol, formó parte de Middlesbrough F.C. y Southampton F.C., actualmente juega en Stoke City F.C.
- Billy Dunlop, la primera persona encontrada culpable de asesinato que provocó un cambio en las leyes de Reino Unido, habiéndoselo juzgado dos veces por la misma causa
- Charlie Ellix, jugador de dardos profesional
- Sean Gregan, jugador de fútbol
- Eddie Jobson, músico teclista y violinista
- Willie Maddren, jugador de fútbol y mánager. Jugó en el Middlesbrough F.C.
- Tommy Mooney, jugador de fútbol
- Gary Pallister, jugador de fútbol. Formó parte del Middlesbrough F.C., Manchester United y England. Ocasionalmente participa como comentarista para la cadena BBC
- Jamie Pollock, jugador de fútbol del Manchester City
- Paul Smith, cantante del grupo indie Maxïmo Park
- Diane Youdale, famosa por su personaje Jet en la serie de televisión Gladiator (1992, UK)
- Evan Horwood, jugador de fútbol

- Datos: Q862891
- Multimedia: Billingham / Q862891